# Point cuspidal

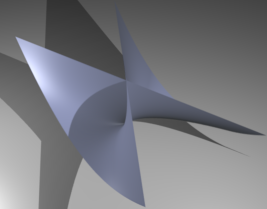
Section du parapluie de Whitney, un exemple de singularité de point cuspidal.

En géométrie, un point cuspidal ou point de pincement ou singularité de Whitney est un type de singularité d'une surface algébrique, correspondant à l'extrémité d'une courbe d'auto-intersection de la surface.
L'équation de la surface au voisinage d'un point cuspidal peut être mise sous la forme
{\displaystyle f(u,v,w)=u^{2}-vw^{2}+[4]\,}
où [4] désigne des termes de degré 4 ou plus et {\displaystyle v} n'est pas un carré dans l'anneau des fonctions.
Par exemple, la surface {\displaystyle 1-2x+x^{2}-yz^{2}=0} près du point {\displaystyle (1,0,0)}, signifiant que les coordonnées disparaissent à ce point, a la forme ci-dessus. En fait, si {\displaystyle u=1-x,v=y} et {\displaystyle w=z} alors { {\displaystyle u,v,w} } est un système de coordonnées s'annulant en {\displaystyle (1,0,0)} et {\displaystyle 1-2x+x^{2}-yz^{2}=(1-x)^{2}-yz^{2}=u^{2}-vw^{2}} est écrit sous la forme canonique.
L'exemple le plus simple de surface ayant un point cuspidal est donné par l'équation {\displaystyle u^{2}-vw^{2}=0} , surface appelée parapluie de Whitney .
Le point cuspidal (dans ce cas l'origine) est une singularité de type croisement normal (le {\displaystyle v} -axe dans ce cas). Ces points singuliers sont intimement liés dans le sens où pour résoudre la singularité du point de pincement, il faut éclater tout l'axe ''v'' et pas seulement le point cuspidal.